# 辽阳镇
辽阳镇，是中华人民共和国山西省晋中市左权县下辖的一个乡镇级行政单位。

## 行政区划
辽阳镇下辖以下地区：
垢窑峪村、蛤蟆滩村、黄家会村、七里店村、小会村、七里河村、四里垢村、鱼跃口村、殷家庄村、突堤村、前龙村、沐池村、王家庄村、王家店村、紫阳村、东沟村、西长义村、井沟村、东长义村、紫会村、西河头村、丰婆峪村、河南村、庄则村、刘家窑村和五里垢村。